# Nereis callaona
Nereis callaona är en ringmaskart som först beskrevs av Grube 1857.  Nereis callaona ingår i släktet Nereis och familjen Nereididae. Inga underarter finns listade i Catalogue of Life.